# Euagrus zacus
Euagrus zacus är en spindelart som beskrevs av Coyle 1988. Euagrus zacus ingår i släktet Euagrus och familjen Dipluridae. Inga underarter finns listade i Catalogue of Life.